# Wilde Ehe
Als wilde Ehe wurde bis in die zweite Hälfte des 20. Jahrhunderts hinein regelmäßig mit abwertender Nebenbedeutung die Beziehung von Paaren bezeichnet, die unverheiratet zusammenlebten. Von Juristen wird die Partnerschaft unverheiratet Zusammenlebender  eheähnliche Gemeinschaft genannt, stellenweise auch freie Ehe. In der Schweiz wird das Zusammenleben von nicht miteinander verheirateten Menschen als Paar als Konkubinat bezeichnet, dagegen wird dieser Begriff in Deutschland als abwertend angesehen.
Früher untersagten Konkubinatsverbote in Bayern (bis 1970, auf Grundlage von Art. 25 des Bayerischen Landesstraf- und Verordnungsgesetzes von 1957) und einzelnen Schweizer Kantonen das Zusammenleben eines unverheirateten gegengeschlechtlichen Paares in einer gemeinsamen Wohnung, aber auch anderswo wurde das Konkubinat als unsittlich angesehen. Im Zuge der Sexuellen Revolution im letzten Drittel des 20. Jahrhunderts wurde die Auffassung in Frage gestellt, dass nur miteinander verheiratete Menschen das Recht hätten, sich sexuell zu betätigen. Seitdem erscheinen zunehmend auch andere Formen der Sexualität als legitim, so dass die Vorstellung, dass nicht miteinander Verwandte, die als Paar unverheiratet zusammenleben, „verwildert“ seien, den meisten absurd erscheint.

## Situation in Deutschland

### Gründe für Partnerschaften ohne Trauschein
Viele von denjenigen, denen man vorhielt oder vorhält, sie lebten in „wilder Ehe“, betracht(et)en ihre Lebensform als vorübergehend. Sie nahmen oder nehmen für sich das Recht in Anspruch, das Zusammenleben auszuprobieren und danach erst zu heiraten. Nach Wegfall strafrechtlicher Sanktionen für „unzüchtiges“ Verhalten reduzierte sich der von der Gesellschaft ausgehende moralische Druck zu heiraten weitgehend auf sogenannte „Muss-Ehen“. In der Gegenwart gelten eine Schwangerschaft oder die Geburt eines gemeinsamen Kindes oft nicht mehr als hinreichender Grund für Partner in einer Lebensgemeinschaft, eine Ehe zu schließen.
Als Onkelehe wurde früher umgangssprachlich das eheähnliche Zusammenleben einer Witwe (und ihrer Kinder) mit einem Mann bezeichnet, den sie nicht heiraten wollte, um ihre Witwenrente nicht zu verlieren.
Es gibt Fälle eines (zumeist heimlichen) Zusammenlebens von Paaren als Reaktion auf Eheverbote. Bis in die 1950er-Jahre durften in einigen Teilen Deutschlands etwa Lehrerinnen nicht heiraten, mit der Begründung, „dass die Pflichten einer Hausfrau und Mutter mit der Tätigkeit einer Lehrerin unvereinbar sind“. Das Zusammenleben selbst oder der Charakter des Zusammenlebens (etwa eines katholischen Pfarrers mit seiner Haushälterin) wurden und werden auch von katholischen Geistlichen verheimlicht. Als „wilde Ehe“ werden auch bekannt gewordene systematische Verstöße gegen das Zölibatsgebot bezeichnet.
Ideologische Gründe für eine Nicht-Heirat gibt es in anarchistischen, durch antiautoritäre Vorstellungen beeinflussten Kreisen bereits seit dem 19. Jahrhundert. Die Ablehnung kirchlicher und bürgerlicher Moralvorstellungen ist besonders unter Linksliberalen weit verbreitet. Bereits 1908 schrieb die Anarchistin Emma Goldman:

„Ich glaube, dass die erste Unabhängigkeitserklärung der Frau, wenn sie ihre Emanzipation unterschreibt, sein wird, dass sie einen Mann wegen seines Herzens und Verstandes bewundert und liebt und nicht aufgrund der Größe seines Geldbeutels. Die zweite Erklärung wird sein, dass sie das Recht hat, diese Liebe ohne Hindernisse der Außenwelt zu leben. Die dritte und wichtigste Erklärung wird das absolute Recht auf freie Mutterschaft sein.“

### Bratkartoffelverhältnis
In der Nachkriegszeit in Deutschland entstand die Bezeichnung „Bratkartoffelverhältnis“ für ein Verhältnis, das von einem Mann wegen „bestimmter äußerer Annehmlichkeiten“ ohne wirkliche Bindung unterhalten wurde. Einige Autoren sehen einen Zusammenhang mit den Auswirkungen des Ersten Weltkrieges und den aus der Not geborenen Zweckbeziehungen, bei denen es einigen Männern vor allem um die regelmäßige Versorgung mit warmen Mahlzeiten ging und eine Eheschließung von vornherein nicht geplant war. Die Benennung dieser Form des Zusammenlebens als Bratkartoffelverhältnis war besonders zum Ende der 1940er-Jahre verbreitet. Der Ausdruck bezog sich nach dem Zweiten Weltkrieg auf Beziehungen zwischen heimkehrenden Kriegsgefangenen und Witwen, die in wilder Ehe lebten, um den Verlust der Witwenrente zu vermeiden.

### Rechtslage in Deutschland
Bis zur Einführung des § 180 Absatz 3 StGB im Jahr 1927 machte sich der Vermieter einer Wohnung wegen Kuppelei strafbar, wenn er einem nicht verheirateten Paar oder einer Prostituierten eine Wohnung vermietete oder überhaupt, wenn er in seiner Wohnung anderen Unzucht gestattete. Ziel der Einführung des § 180 Absatz 3 StGB war es, zu ermöglichen, dass Prostituierte eine Wohnung zum Arbeiten mieten können und damit der Straßenprostitution entgegenzuwirken. Aber auch Paare, die unverheiratet zusammenleben wollten, profitierten vom § 180 Absatz 3 StGB. Allerdings wurden bis zum Urteil des BGH vom 17. April 1970 (Az. I ZR 124/68) solche Mietverträge zivilrechtlich als sittenwidrig und damit unwirksam angesehen. Dieses Urteil wurde mit dem Sinn des § 180 Abs. 3 StGB begründet. Im gleichen Jahr wurde in Bayern das dort noch bestehende Konkubinatsverbot aufgehoben. Bis 1970 war es üblich, dass sich der Vermieter vor Abschluss eines Mietvertrags den Trauschein des Paares vorlegen ließ. Beherbergungsbetriebe (zum Beispiel Hotels) fielen nicht unter die Ausnahme des § 180 Abs. 3 StGB, da ein Hotelzimmer keine ständige Wohnung ist. Somit machten sich der Inhaber oder Mitarbeiter bis 1968 (DDR) oder 1973 (Bundesrepublik Deutschland) wegen Kuppelei strafbar, wenn sie einem unverheirateten Paar ein gemeinsames Zimmer vermieteten oder überhaupt Unzucht gestatteten. Deshalb gaben sich dort oft unverheiratete Paare als Ehepaar aus.
Im Recht der Sozialhilfe gelten solche Lebensgemeinschaften als Bedarfsgemeinschaft.

## Vereinigte Staaten
Im US-amerikanischen Recht existieren in einigen Bundesstaaten Lebensgemeinschaften unter der Bezeichnung Common-law marriage, die einige im deutschsprachigen Raum „wilde Ehen“ nennen würden. In den USA wie auch in anderen Staaten, in denen es Regelungen über eine Common-law marriage gibt, ist es nicht ungewöhnlich, dass ein Paar, das weder vom Staat noch von einer Religionsgemeinschaft getraut wurde, dennoch mit dem Anspruch auf Verbindlichkeit unbehelligt als „verheiratetes Paar“ auftreten darf.